# Antonio Pollaiuolo
Antonio di Jacopo Pollaiolo (c.1432–1498) foi um pintor, escultor e ourives italiano da época do Renascimento.

## Vida
O nome de Pollaiuolo era na verdade Antonio di Jacopo d'Benci del Pollaiuolo. Ele aprendeu o ofício de ourives com seu pai e dividiu temporariamente a oficina com seu irmão Piero del Pollaiuolo.
Como Andrea del Verrocchio, trabalhou como ourives, medalhista, fundador de minérios e pintor. Entre suas pinturas, destaca-se o retábulo da família Pucci com o Martírio de São Sebastião. Igualmente notável é o grupo de bronze com a matança de Antaios (também chamado de Hércules e Antaeus). Famosa, porém, é a gravura A Batalha dos Homens Nus; porque este é um dos primeiros nus que sugere um estudo aprofundado da anatomia humana.
Pollaiuolo, convocado a Roma pelo papa Inocêncio VIII em 1484, criou os túmulos dos papas Sisto IV e Inocêncio VIII, ambos na Basílica de São Pedro.
A oficina conjunta dos irmãos Pollaiuolo é considerada a mais importante da Florença renascentista.
A Enciclopédia Britânica dá a data de nascimento como "17 de janeiro 1432/33", outras fontes são incertas. Antonio Pollaiuolo está enterrado com seu irmão Piero em uma tumba dupla na igreja romana de San Pietro in Vincoli.

## Legado
Realizou importantes obras, assim como desenhou, como por exemplo paramentos, sendo o bordado em metal um meio em que trabalhou no início da sua carreira.
Seus trabalhos mais característicos em sua principal mídia mostram figuras masculinas em grande parte nuas em poses complicadas de ação violenta, inspiradas em exemplos clássicos e muitas vezes centradas em um heroico Hércules. Ele, ou possivelmente seu irmão, também foi um pintor inovador de amplas paisagens, talvez tendo aprendido com a pintura holandesa primitiva. Seus dois túmulos papais foram os únicos monumentos a sobreviver à demolição da antiga Basílica de São Pedro no século seguinte e a serem reconstruídos na atual Basílica de São Pedro.
Ele frequentemente trabalhou em colaboração com seu irmão mais novo, Piero del Pollaiolo (c. 1443–1496), e distinguir suas contribuições para satisfazer as ideias modernas de autoria provou ser excepcionalmente difícil, de modo que muitas pinturas são descritas apenas como dos irmãos Pollaiuolo. Contemporâneos, e Giorgio Vasari, viam Antonio como de longe o mais talentoso e responsável pelo design e pintura principal da maioria das obras, mas nas últimas décadas a reputação de Piero se fortaleceu um pouco, e agora ele recebe autoria exclusiva de, por exemplo, o pequeno Apollo e Daphne (1470-1480) por seu proprietário, a National Gallery.
De acordo com Kenneth Clark, dois fatores reduziram sua proeminência na visão moderna da arte do Quattrocento: a perda de suas pinturas muito grandes de alguns dos Trabalhos de Hércules. Em sua própria época, e várias décadas depois, sua "verdadeira posição" como "uma das forças originárias da história da arte europeia" foi reconhecida.

## Principais obras

### Pinturas

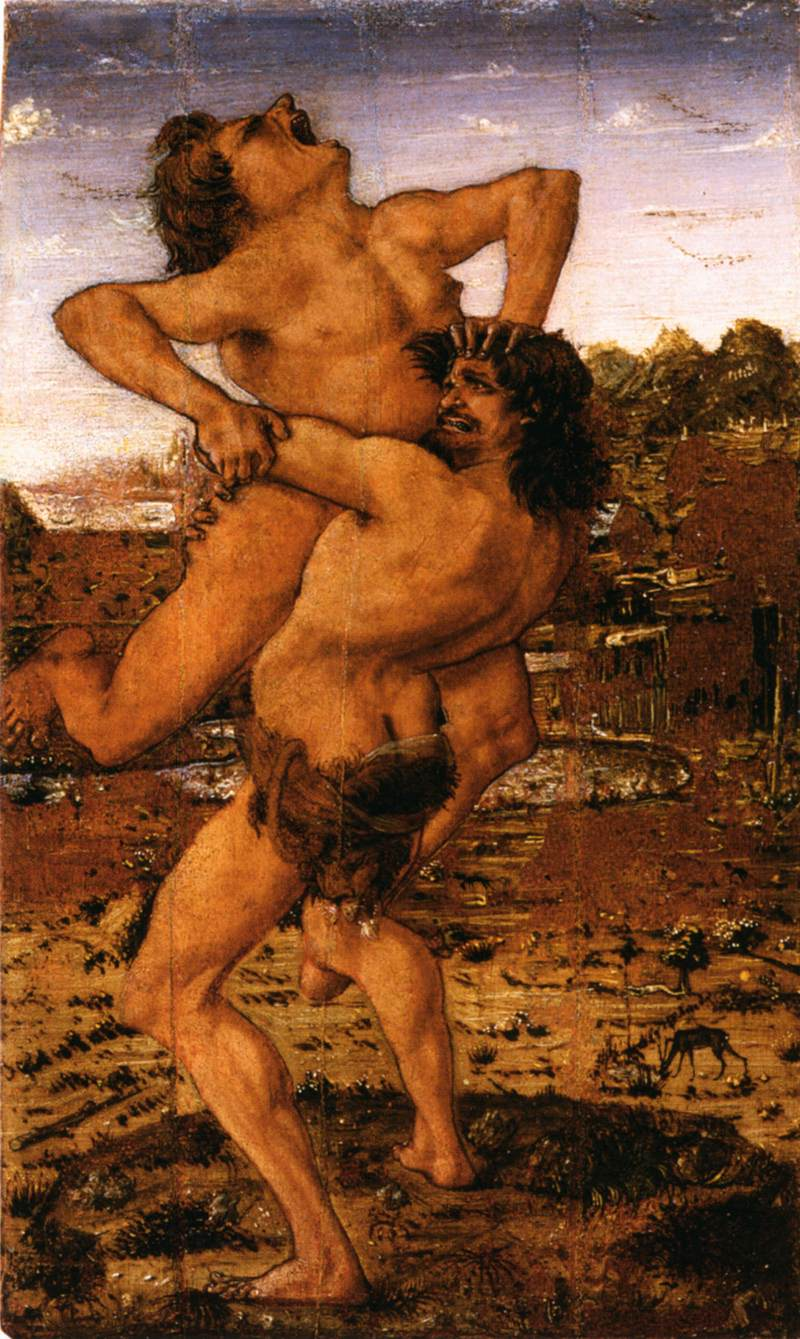
Hércules e Anteu
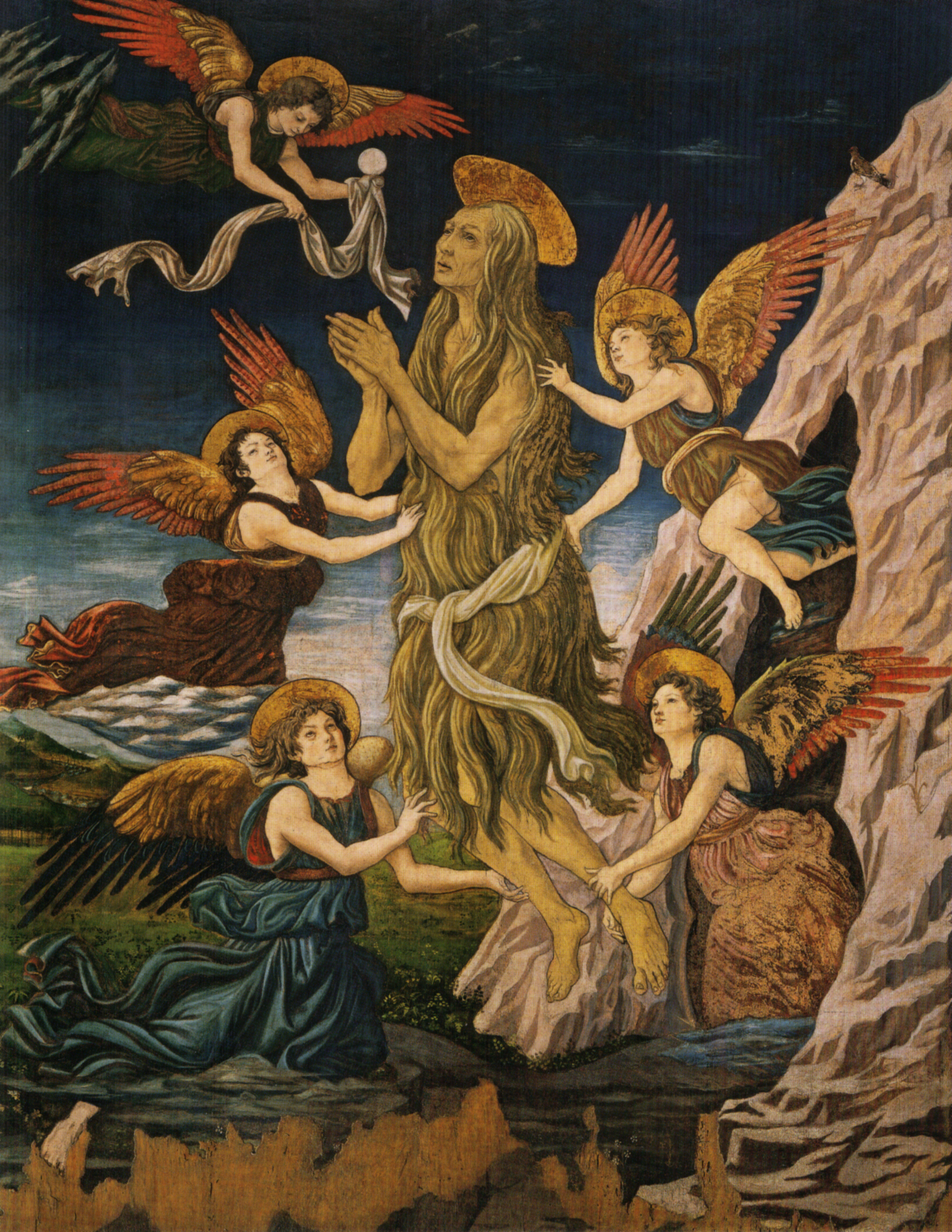
A Assunção de Santa Maria Madalena
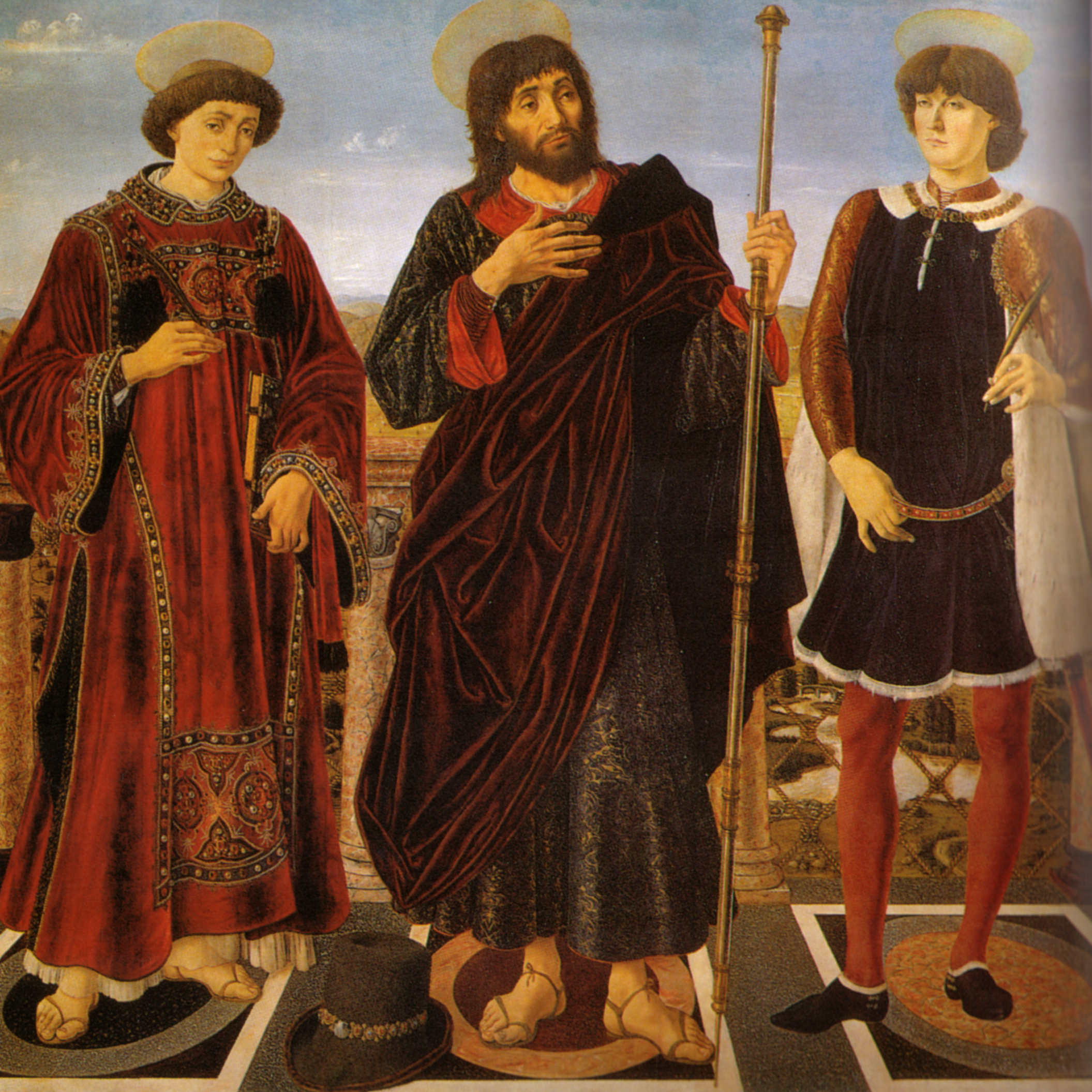
Retábulo do Cardeal de Portugal, c. 1466, por Piero de acordo com Galli
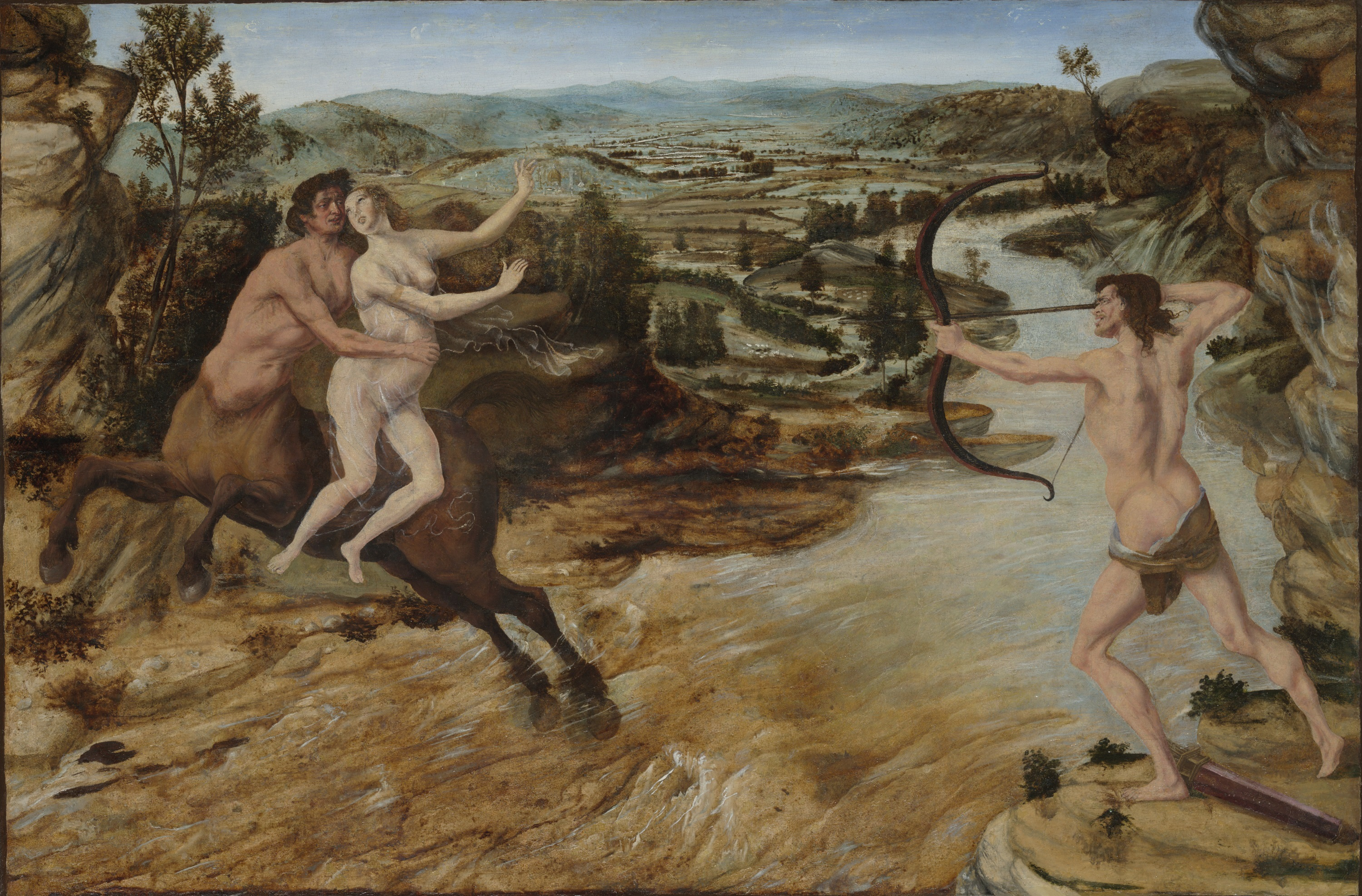
Hércules e Deianira (c. 1470)
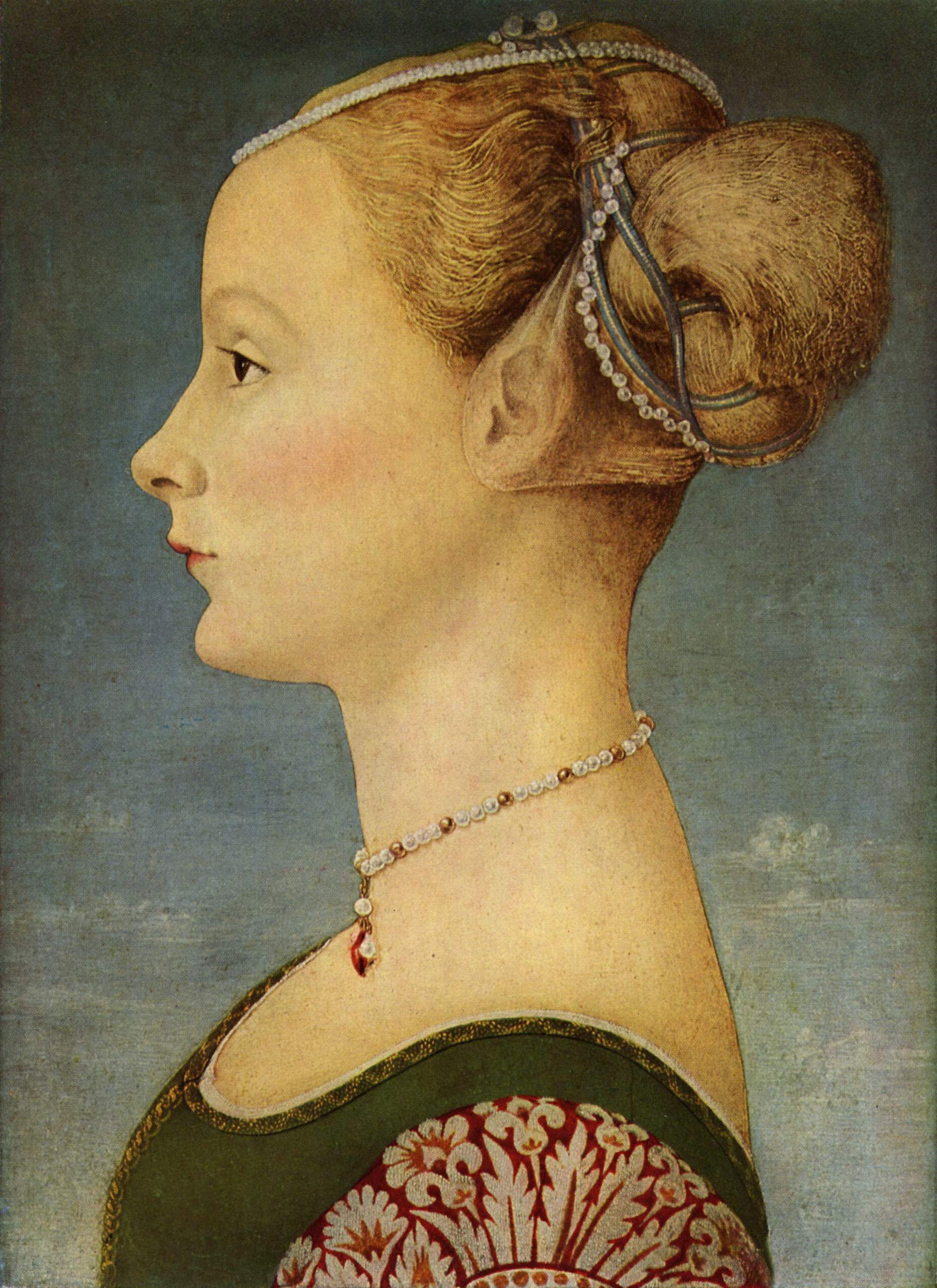
Retrato de uma jovem, Museo Poldi Pezzoli, Milão. Talvez por Piero.

- A Assunção de Santa Maria Madalena (c. 1460) – Tempera no painel, Museo della Pala del Pollaiolo, Staggia Senese
- Retábulo do Cardeal de Portugal ou Santos Vicente, Tiago e Eustáquio (c. 1466) – Uffizi, cópia in situ em San Miniato al Monte, Florença
- Retrato de uma jovem (c. 1465) – Painel de choupo, 52,5 × 36,2 cm, Staatliche Museen, Berlim
- Martírio de São Sebastião (1473–1475), com seu irmão, - Painel, 292 x 223 cm, National Gallery, Londres
- Retrato de uma jovem (c. 1475) – Têmpera sobre madeira, 55 × 34 cm, Uffizi, Florença
- Hércules e a Hidra (c. 1475) – Têmpera sobre madeira, 17 × 12 cm, Uffizi, Florença
- Hércules e Antaeus (c. 1478) – Têmpera sobre madeira, 16 × 9 cm, Uffizi, Florença
- Retrato de uma jovem – Painel, Museo Poldi Pezzoli, Milão
- Hércules e Deianira (c. 1470) – Óleo sobre tela, Yale University Art Gallery, New Haven

### Esculturas

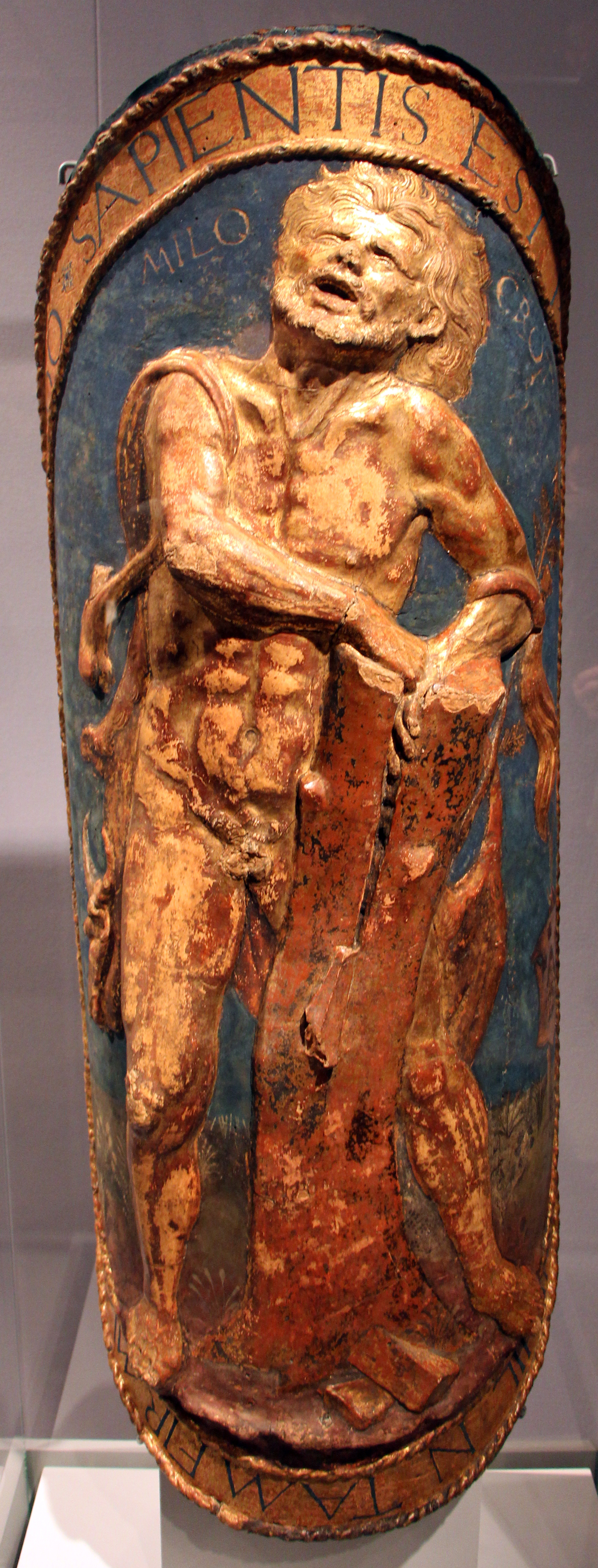
Escudo de desfile com gesso Milo de Croton, Louvre
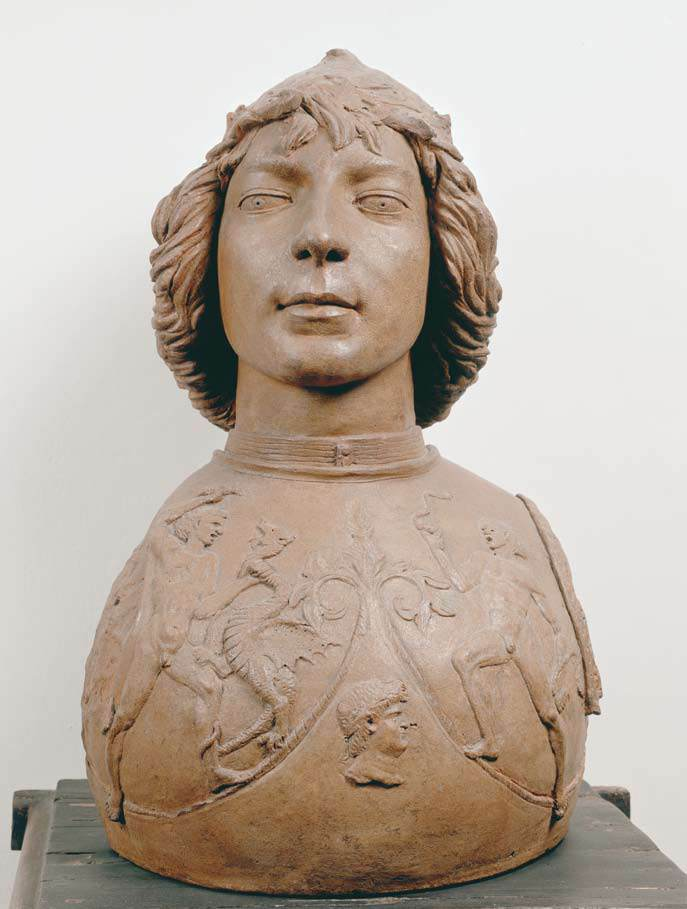
Busto de Guerreiro, terracota
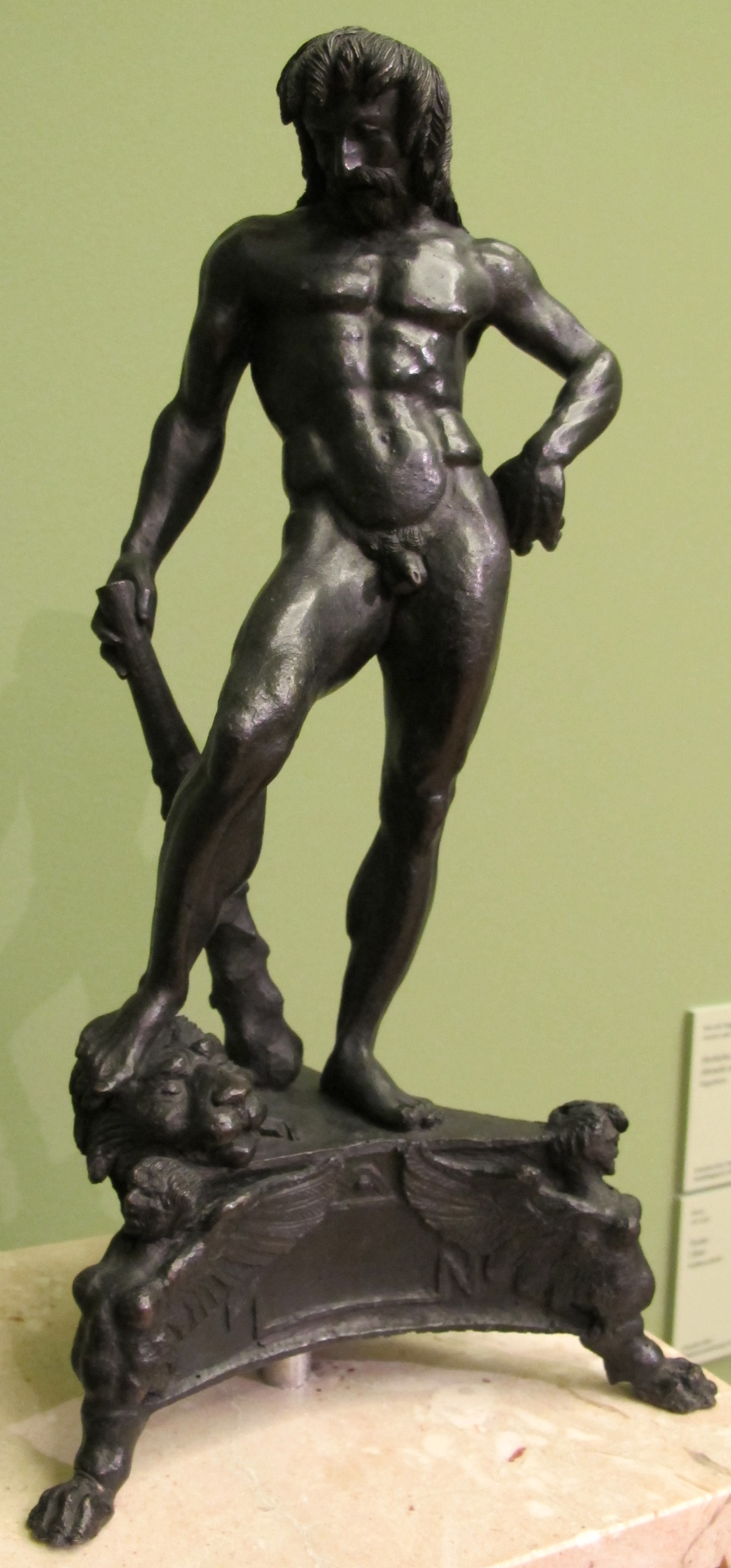
Hércules
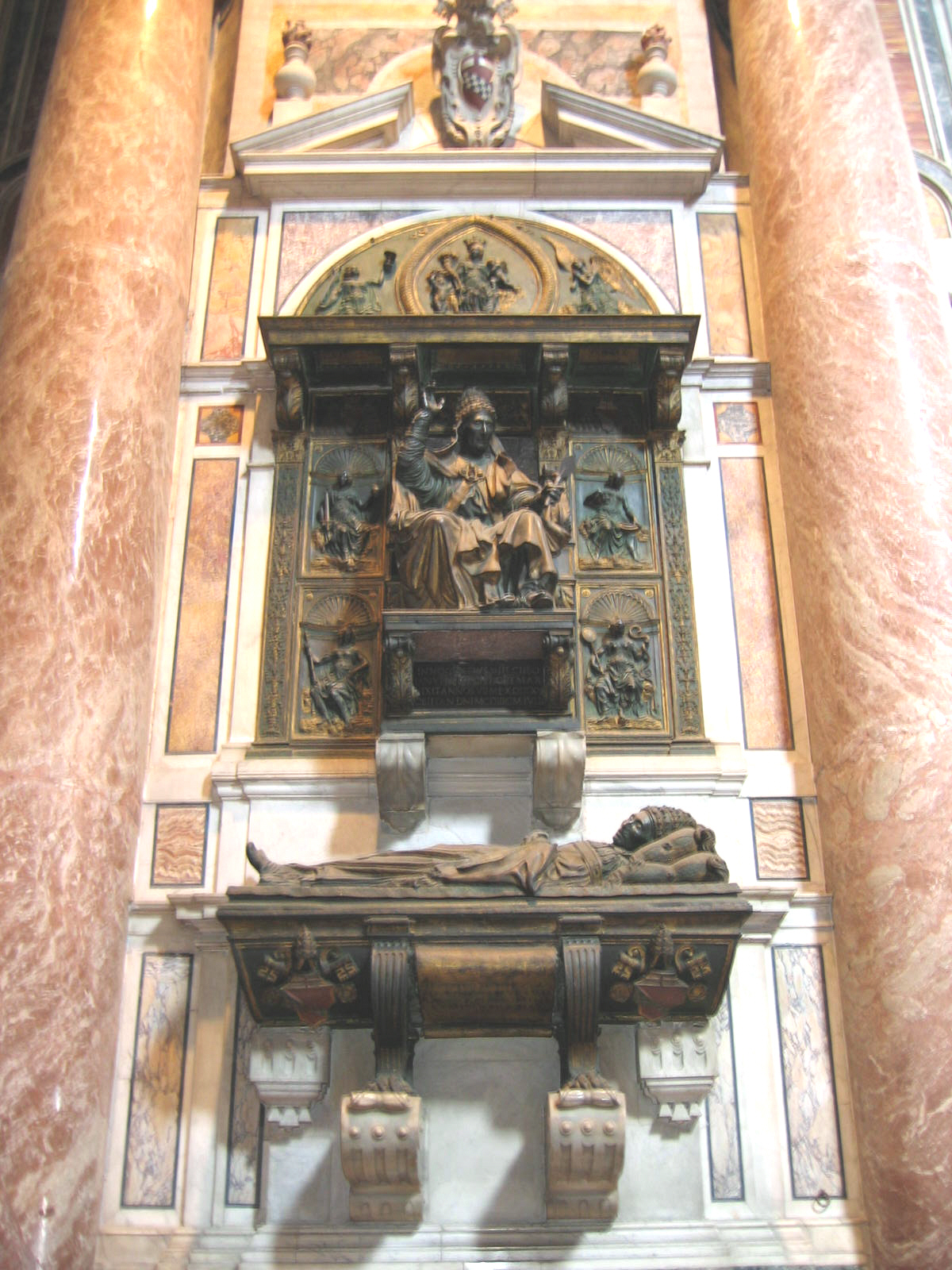
Tumba do Papa Inocêncio VIII, a segunda tumba papal de Pollaiuolo
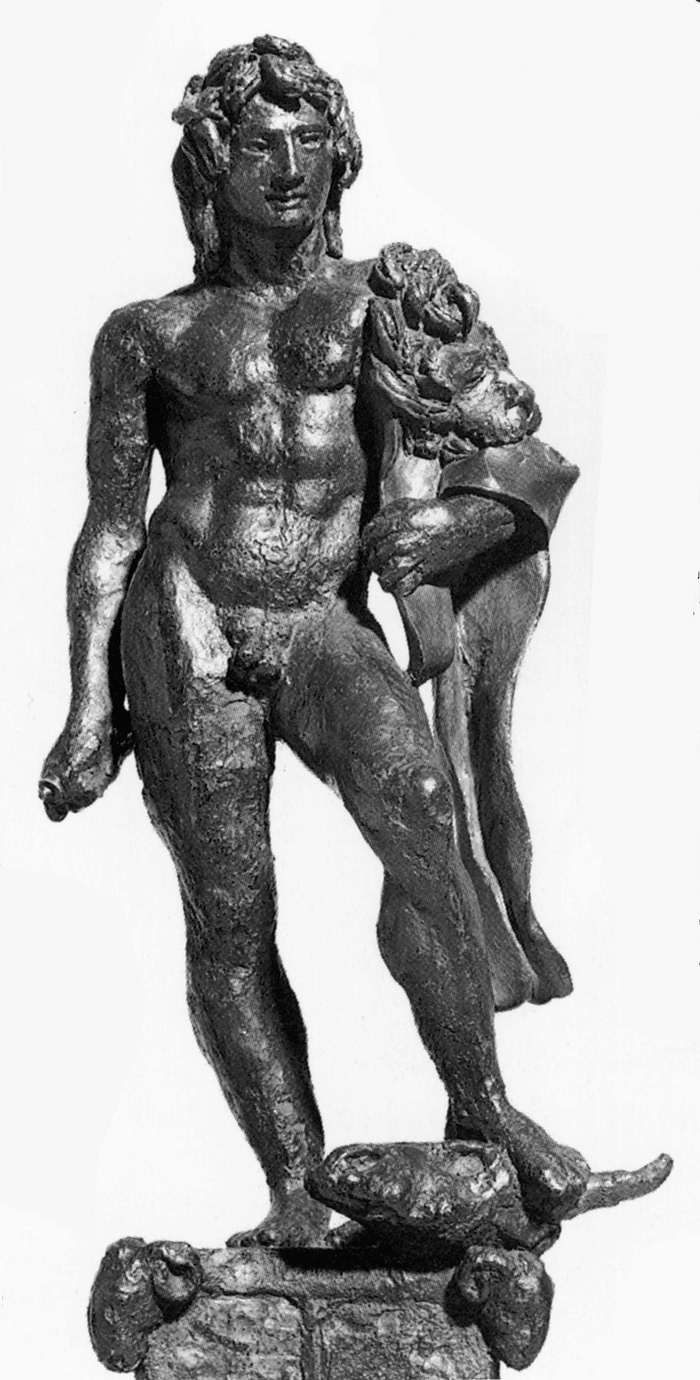
Hércules
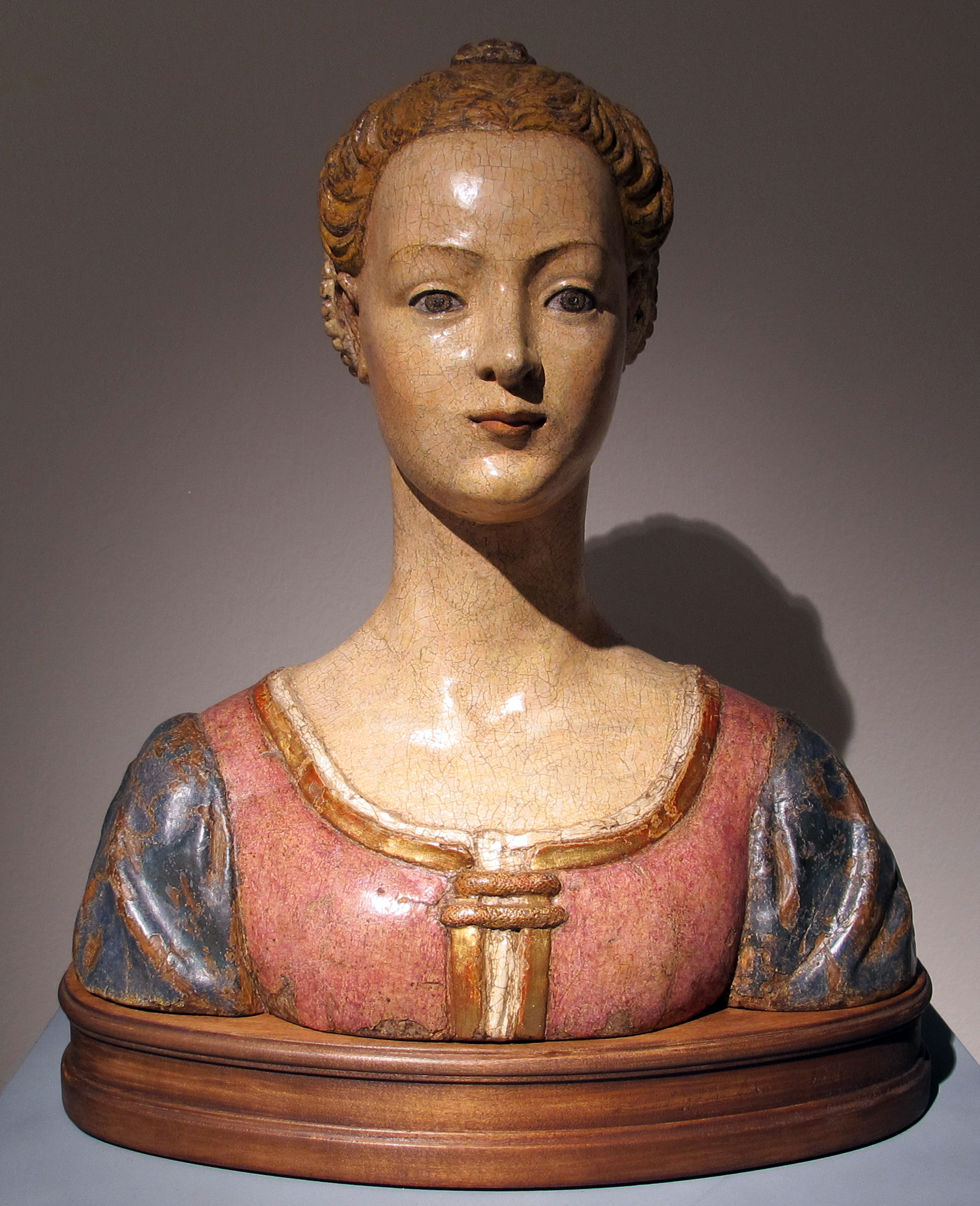
Busto de jovem mulher, madeira pintada
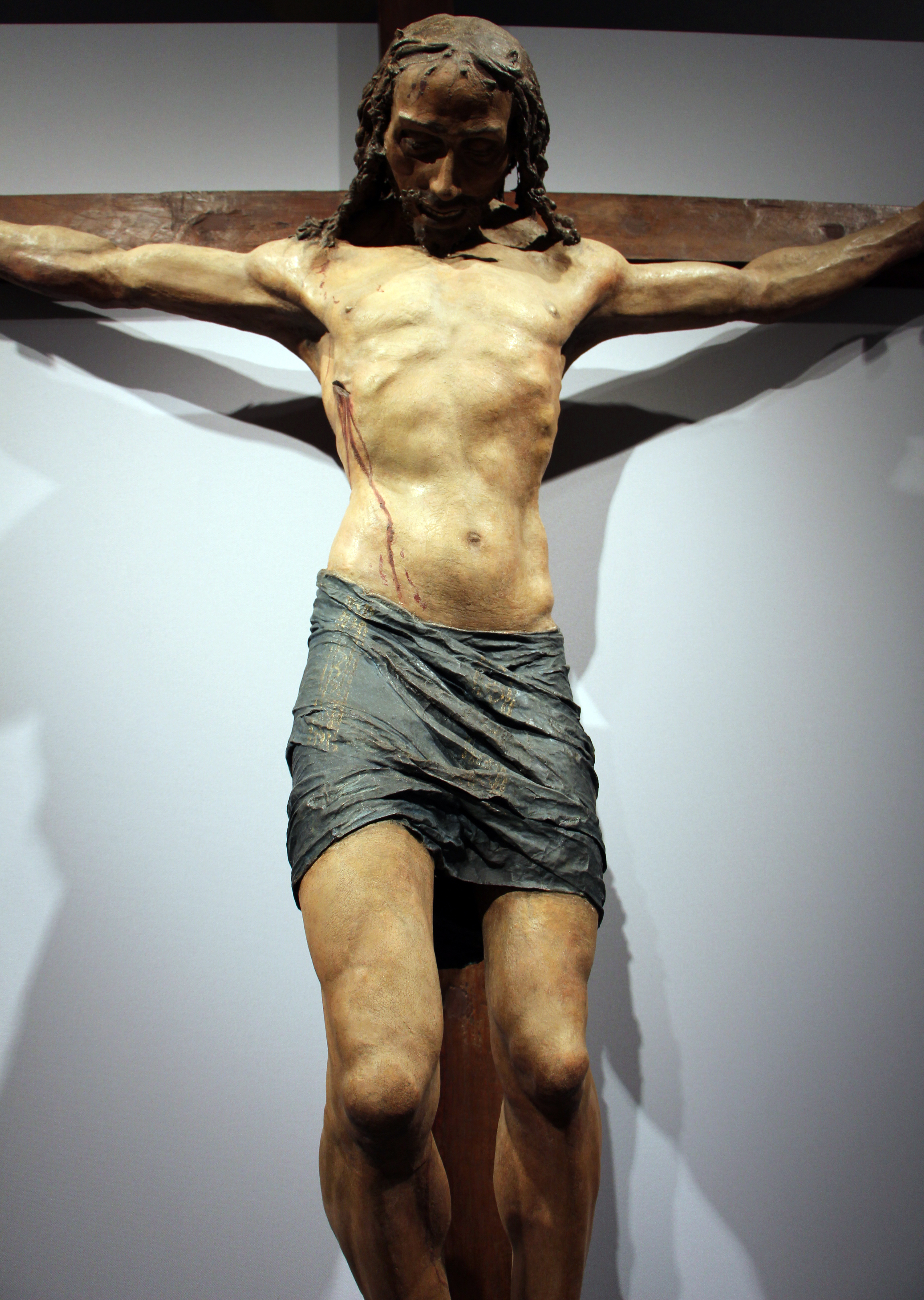
Detalhe de seu crucifixo de cortiça, 1470, San Lorenzo, Florença

- Hércules (1475) – Museu Bode, Berlim
- Tumba do Papa Sisto IV (1493) – Basílica de São Pedro

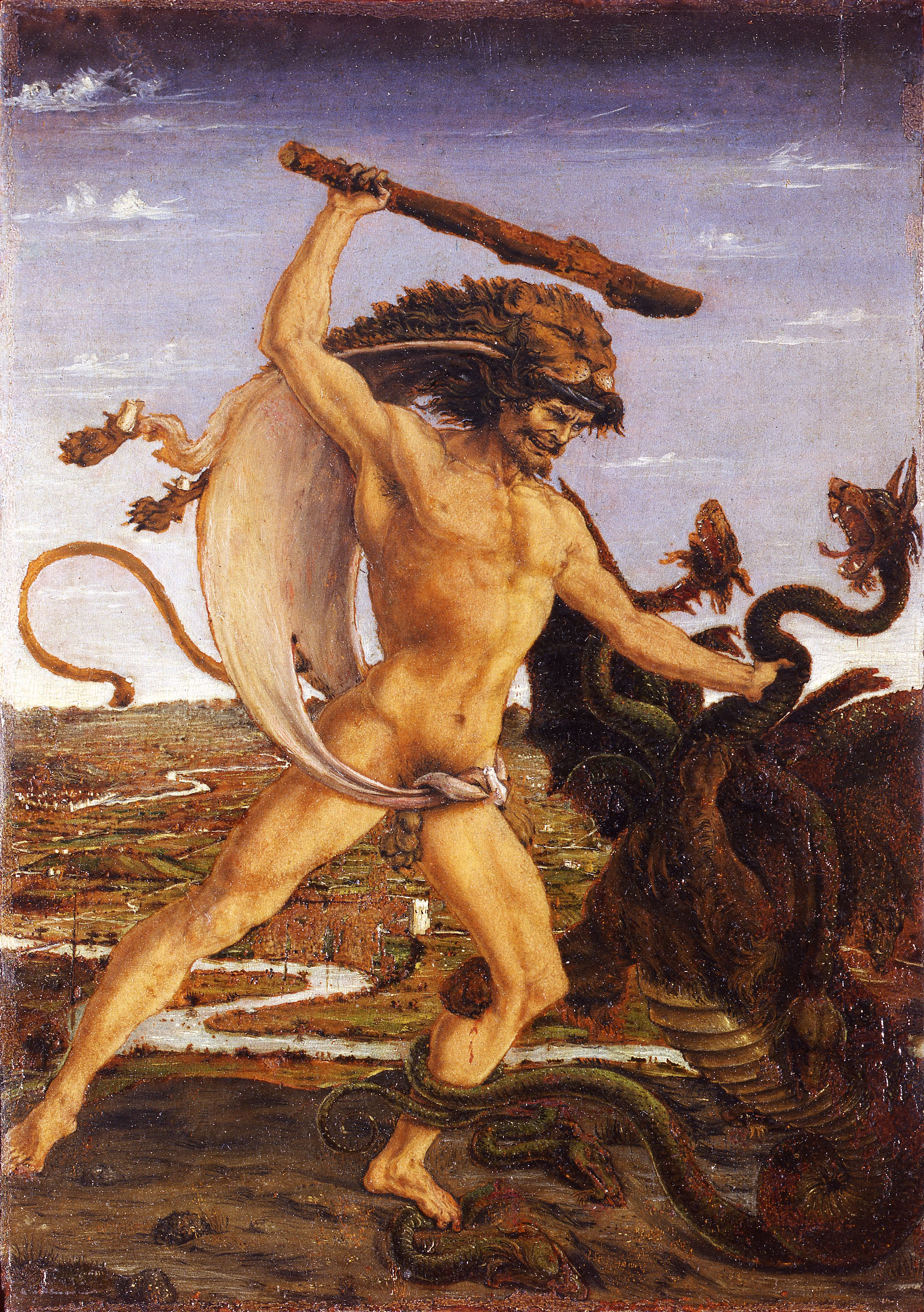
Hércules e a hidra, fim do século XV, Florença